# Tramadol
Tramadol – wielofunkcyjny organiczny związek chemiczny stosowany jako przeciwbólowy syntetyczny lek opioidowy.

## Występowanie
W roku 2013 obecność tramadolu stwierdzono w roślinach Nauclea latifolia (syn. Sarcocephalus latifolius), które są tradycyjnie wykorzystywane w medycynie ludowej przez plemiona w Kamerunie jako lek przeciwbólowy. Przeprowadzone w późniejszych latach badania wykazały jednak, iż związek wykryty w korzeniach tej rośliny miał pochodzenie antropogeniczne. Badania polowe przeprowadzone w Północnym Kamerunie wykazały znaczne zanieczyszczenie gleby i wód gruntowych tramadolem. Związek ten jest masowo używany przez miejscową ludność, jak również dodawany do pasz, co powoduje uwolnienie do środowiska jego znacznych ilości.
Badania laboratoryjne potwierdziły zdolność roślin do akumulacji w korzeniach obecnego w glebie i wodzie tramadolu. Stwierdzono również, iż w warunkach laboratoryjnych rośliny nie są zdolne do jego biosyntezy, nawet po dostarczeniu do gleby potencjalnych prekursorów (np. znakowanej fenyloalaniny).

## Farmakologia
Jest agonistą receptorów opioidowych o działaniu niewybiórczym μ, δ i κ, ze szczególnym powinowactwem do tego pierwszego, jednak mechanizm działania przeciwbólowego jest złożony i wykracza poza wpływ na receptory opioidowe. Jako lek tramadol stosowany jest w postaci racematu. Enancjomer D(+) ma większe powinowactwo do receptora μ i pod tym względem działa silniej niż forma L(–). Ma również komponentę antagonistyczną, co czyni go słabym opioidem z typowym efektem pułapowym. Jako częściowy agonista nie ma zastosowania w terapii zastępczej, gdyż wywołuje objawy odstawienne u osób uzależnionych od alkaloidów fenantrenowych opium. Cecha ta sprawia równocześnie, iż niecelowe jest łączenie kodeiny z tramadolem na drugim stopniu drabiny analgetycznej. Powinowactwo do receptora μ jest 6000 razy słabsze od morfiny, 1000 razy słabsze od metadonu i 10 razy słabsze od kodeiny w OUN. Metabolizowany jest w wątrobie z udziałem CYP2D6 cytochromu P450, m.in. do aktywnej postaci O-demetylotramadolu, który wiąże się swoiście z receptorem μ około 200 razy silniej niż tramadol, wykazując przy tym sześciokrotnie silniejsze działanie przeciwbólowe. Czas półtrwania tramadolu wynosi 5–6 h, zaś O-demetylotramadolu – ok. 7,5 h. Dodatkowy efekt przeciwbólowy związany jest z hamowaniem zwrotnego wychwytu noradrenaliny i serotoniny w synapsach zstępującego układu hamowania bólu na poziomie rdzenia. Wykazuje również działanie przeciwkaszlowe. Maksymalna dobowa dawka tramadolu stosowana w lecznictwie, przy której nie obserwuje się depresyjnego wpływu na ośrodek oddechowy, wynosi 400 mg.

## Przeciwwskazania
- skłonność do nadużywania środków uzależniających
- stosowanie w leczeniu uzależnienia od opioidów
- zatrucie etanolem, lekami psychotropowymi, nasennymi, przeciwbólowymi
- osoby w trakcie leczenia lub leczone w ciągu ostatnich 14 dni inhibitorami MAO-I
- osoby z niewydolnością wątroby lub nerek
- ostrożnie u chorych na padaczkę
- nie zaleca się stosowania u dzieci do 12. roku życia

## Działania uboczne
Najczęściej:
- euforia, uczucie zmęczenia i oszołomienia, zaburzenia nastroju, zmiany aktywności, drgawki (od najmniejszych, aż po silne napady z utratą świadomości), ograniczenie sprawności psychofizycznej, nadmierne pocenie się, zaparcia, spowolnienie rytmu oddechowego, wzrost ciśnienia tętniczego, bradykardia;
- tolerancja i uzależnienie (po nagłym odstawieniu mogą wystąpić objawy abstynencji).

Rzadziej:
- zawroty głowy, nudności i wymioty, trudności w oddawaniu moczu, zmiany zdolności odczuwania i rozpoznawania, nasilenie astmy oskrzelowej, wstrząs anafilaktyczny, reakcje skórne (świąd, pokrzywka).

## Tramadol jako narkotyk
Tramadol bywa używany w celach niemedycznych. Ma niski potencjał uzależniający w przeciwieństwie do morfiny, heroiny i tym podobnych. Jako substancja psychoaktywna wywołuje senność lub pobudzenie, poprawę nastroju, czasami dysforię, oszołomienie, zaburzenia równowagi oraz różne (zależne od osoby i przyjętej dawki) reakcje psychiczne.
Tramadol przyjęty nawet w dawce terapeutycznej w interakcji z substancjami hamującymi ośrodkowy układ nerwowy może spowodować porażenie ośrodka oddechowego oraz groźny dla podstawowych funkcji życiowych zespół serotoninowy w skojarzeniu z popularnymi lekami przeciwdepresyjnymi.

## Preparaty handlowe

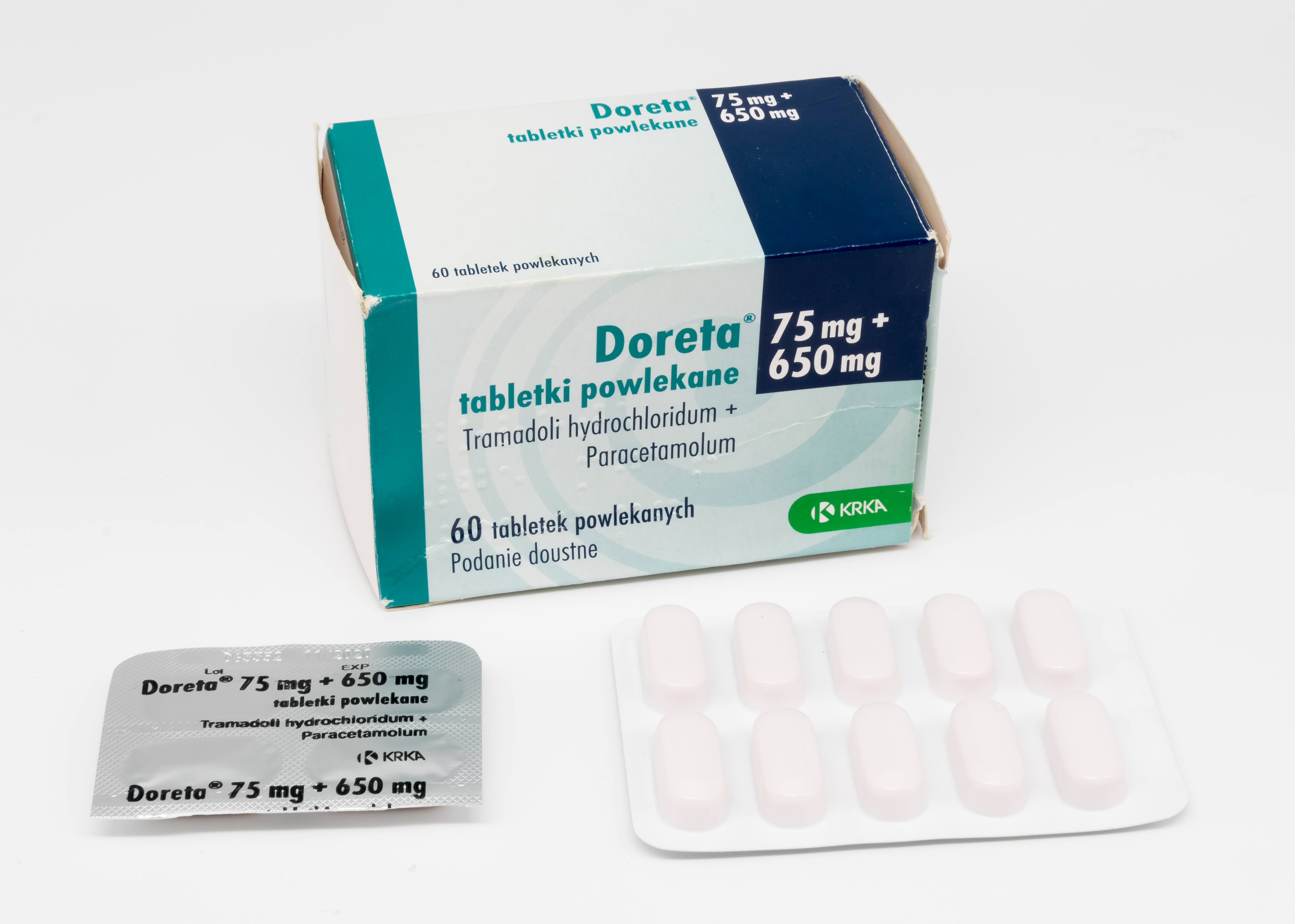
Preparat złożony (tramadol + paracetamol)

Lek jest dostępny w formie: kapsułek, kropli doustnych, czopków doodbytniczych, roztworów do wstrzykiwań, tabletek powlekanych, musujących oraz najczęściej w systemie o przedłużonym uwalnianiu.
Preparaty proste: Adamon, Contramal (brak w obrocie w Polsce), Ethypharm Tramadol, Noax Uno, Oratram, Poltram, Slovadol (brak w obrocie w Polsce), Tamol (brak w obrocie w Polsce), Tramadol, Tramadol HCI P.S.S. Pharma, Tramal, TramaHEXAL/Tramadol 1A Pharma, Tramadal Stada, TramaLek, Tramcod (brak w obrocie w Polsce), Tramium, Tramundin, Tralgit”, Travictol, Trodon (brak w obrocie w Polsce), Ultram (brak w obrocie w Polsce), Tramadol Ratiopharm (brak w obrocie w Polsce), Tramagit, Tramadolor.
Preparaty złożone: Doreta (tramadol + paracetamol), Exbol (tramadol + paracetamol), Padolten (tramadol + paracetamol), Parcotram (tramadol + paracetamol), Poltram Combo (tramadol + paracetamol), Primiza (tramadol + paracetamol), Skudexa (tramadol + deksketoprofen), TramaHEXAL (tramadol + paracetamol), Zaldiar (tramadol + paracetamol), Genoptim (tramadol + paracetamol)